# 포창연
포창연(泡蒼鉛,Bismutite)은 비스무트 탄산염 광물로, 그 화학식은  Bi2(CO3)O2이다. 흔히 자연 비스무트나 기타 비스무트광과 함께 페그마타이트 열수광맥에서 나온다. 사방정계를 이루며 흔히 섬유상의 결정을 가진다.
1841년 독일 작센지역에서 처음으로 보고되었다.
과거에 포창연의 영어명인 Bismuthite는 휘창연을 의미하는 Bismuthinite의 뜻으로 사용되었다.

## 한반도에서의 산출
한반도에서는 평안북도 삭주군 외남면 은창동, 강원도 영월군 상동면, 수주면에서 난다. 삭주군에서는 회백색의 괴상으로 나오며, 자연금, 백운모와 수반하여 나온다. 영월에서는 회중석, 석영, 자연비스무트 등과 함께 나온다.
삭주군의 포창연에 대한 화학분석 결과는 아래와 같다(조선총독부 식산국 지질조사소 기사 水間巽의 화학분석 결과).
| Bi2O3 | CO2  |
| ----- | ---- |
| 81.07 | 7.40 |

## 참고 문헌
1. 1 2 3  Webmineral
2. 1 2  Mindat
3. ↑  Handbook of mineralogy
4. ↑  Grice, Joel D.,  A Solution to the Crystal Structures of Bismutite and Beyerite, The Canadian Mineralogist, Vol. 40, pp. 693-698 (2002)
5. ↑   Chisholm, Hugh, 편집. (1911). 〈Bismuthite〉. 《브리태니커 백과사전》 4 11판. 케임브리지 대학교 출판부. 11쪽.
6. ↑  朝鮮總督府地質調査所, 朝鮮鑛物誌 三省堂. 2nd ed., 1941, p. 127 ISSN 00167630